# بيري جونز
بيري جونز (بالإنجليزية: Perry Jones III)‏ مواليد 24 سبتمبر 1991، هو لاعب كرة سلة أمريكي يلعب مع فريق أوكلاهوما سيتي ثاندر في الرابطة الوطنية لكرة السلة ويحمل الرقم 3. يبلغ طوله 6 قدم 11 بوصة (2.1 م).

## فرق لعب لها
- أوكلاهوما سيتي ثاندر

## روابط خارجية
- بيري جونز على موقع الدوري الأوروبي لكرة السلة (الإنجليزية)
- بيري جونز على موقع إن بي أي (الإنجليزية)
- بيري جونز على موقع الدوري التايواني الممتاز لكرة السلة (الصينية)
- بيري جونز على موقع سبورتس رفرنس (الإنجليزية)
- بيري جونز على موقع كرة السلة الأوروبية.كوم (الإنجليزية)
- بيري جونز على موقع إي إس بي إن.كوم (الإنجليزية)
- بيري جونز على موقع كلية كرة السلة في سبورتس رفرنس.كوم (الإنجليزية)
- بيري جونز على موقع ريلجم (الإنجليزية)
- بيري جونز على موقع بروبوليرز (الإنجليزية)
- بيري جونز على موقع سبورتس رفرنس (الإنجليزية)